# Tayilupatti
Tayilupatti é uma panchayat (vila) no distrito de Virudhunagar, no estado indiano de Tamil Nadu.

## Demografia
Segundo o censo de 2001,  Tayilupatti  tinha uma população de 8771 habitantes. Os indivíduos do sexo masculino constituem 49% da população e os do sexo feminino 51%. Tayilupatti tem uma taxa de literacia de 62%, superior à média nacional de 59.5%: a literacia no sexo masculino é de 72% e no sexo feminino é de 52%. Em Tayilupatti, 12% da população está abaixo dos 6 anos de idade.